# Кшикали
Кшикали (пол. Krzykały, нім. Krickhausen) — село в Польщі, у гміні Орнета Лідзбарського повіту Вармінсько-Мазурського воєводства.
Населення — 59 осіб (2011).
У 1975-1998 роках село належало до Ельблонзького воєводства.

## Демографія
Демографічна структура станом на 31 березня 2011 року:
|          | Загалом | Допрацездатний вік | Працездатний вік | Постпрацездатний вік |
| -------- | ------- | ------------------ | ---------------- | -------------------- |
| Чоловіки | 29      | 4                  | 22               | 3                    |
| Жінки    | 30      | 7                  | 21               | 2                    |
| Разом    | 59      | 11                 | 43               | 5                    |